# Anton Blajs
Anton Blajs (* 12. Jänner 1970) ist ein ehemaliger österreichischer Fußballspieler und nunmehriger -trainer.

## Karriere

### Als Spieler
Blajs begann seine Karriere beim SAK Klagenfurt, bei dem er auch für die erste Mannschaft spielte. Zur Saison 1991/92 wechselte er zur DSG Klopeinersee, ehe er nach einer Saison wieder zum SAK zurückkehrte. Mit den Klagenfurtern stieg er 1995 in die zweite Liga auf. Sein Debüt in der zweithöchsten Spielklasse gab er im August 1995, als er am ersten Spieltag der Saison 1995/96 gegen den Favoritner AC in der Startelf stand. Bis Saisonende kam er zu 23 Zweitligaeinsätzen für den SAK, mit dem er allerdings zu Saisonende direkt wieder aus der zweiten Liga abstieg.
Nach dem Abstieg wechselte er zur Saison 1996/97 innerhalb Klagenfurts zum Annabichler SV. Zur Saison 1997/98 schloss Blajs sich dem BSV Bad Bleiberg an, mit dem er 2000 in die zweite Liga aufstieg. Nach dem Aufstieg verließ er die Bleiberger allerdings und kehrte zur Saison 2000/01 zum SAK zurück. Zwischen 2001 und 2002 spielte er beim SK Kühnsdorf, ehe er erneut zum SAK zurückkehrte.
Im Jänner 2005 wechselte Blajs zum SK Maria Saal. Zur Saison 2006/07 schloss er sich ein zweites Mal dem Annabichler SV an, für den er zu elf Einsätzen in der sechstklassigen 1. Klasse kam. Im Jänner 2007 kehrte er wieder nach Maria Saal zurück, wo er in eineinhalb Jahren zu 14 Einsätzen kam. Nach dem Aufstieg des Verein in die Unterliga verließ er den Verein nach der Saison 2007/08. Im Jänner 2009 wechselte er zum siebtklassigen SC Keutschach. Für Keutschach kam er bis zu seinem Karriereende nach der Saison 2013/14 zu 53 Einsätzen, in denen er 22 Tore machte.

### Als Trainer
Blajs übernahm zur Saison 2007/08 den SK Maria Saal als Trainer, bei dem er zu jenem Zeitpunkt auch als Spieler tätig war. Mit Maria Saal stieg er zu Saisonende als Trainer auf, nach dem Aufstieg verließ er den Verein allerdings. Im März 2010 wurde er Trainer des siebtklassigen SC Keutschach, bei dem er ab 2009 bereits auch Spieler war. Keutschach trainierte er bis 2012.